# Renate Riebandt-Kaspar
Renate Riebandt-Kaspar es una deportista alemana que compitió en esgrima, especialista en la modalidad de espada.
Ganó tres medallas en el Campeonato Mundial de Esgrima entre los años 1988 y 1992, y una medalla de bronce en el Campeonato Europeo de Esgrima de 1992.

## Palmarés internacional
| Representando a la RFA   |                   |                   |                    |
| Campeonato Mundial       |                   |                   |                    |
| Año                      | Lugar             | Medalla           | Prueba             |
| 1988                     | Orleans (Francia) | Medalla de oro    | Espada por equipos |
| 1990                     | Lyon (Francia)    | Medalla de oro    | Espada por equipos |
| Representando a Alemania |                   |                   |                    |
| Campeonato Mundial       |                   |                   |                    |
| Año                      | Lugar             | Medalla           | Prueba             |
| 1992                     | La Habana (Cuba)  | Medalla de plata  | Espada por equipos |
| Campeonato Europeo       |                   |                   |                    |
| Año                      | Lugar             | Medalla           | Prueba             |
| 1992                     | Lisboa (Portugal) | Medalla de bronce | Espada individual  |